# Sing Sing (2023)
Sing Sing ist ein Filmdrama von Greg Kwedar. Der im gleichnamigen Gefängnis spielende Film mit Colman Domingo und Paul Raci in den Hauptrollen feierte im September 2023 beim Toronto International Film Festival seine Premiere und kam im Juli 2024 in die US-Kinos. Der Kinostart in Deutschland ist Ende Februar 2025 geplant. Die Geschichte basiert auf wahren Begebenheiten. Auch die Figuren sind an reale Personen angelehnt oder werden von ehemaligen Insassen der Sing Sing Correctional Facility selbst gespielt. Der Film erhielt im Rahmen der Oscarverleihung 2025 insgesamt drei Nominierungen, für das beste adaptierte Drehbuch, für den besten Filmsong und Domingo als bester Hauptdarsteller.

## Handlung

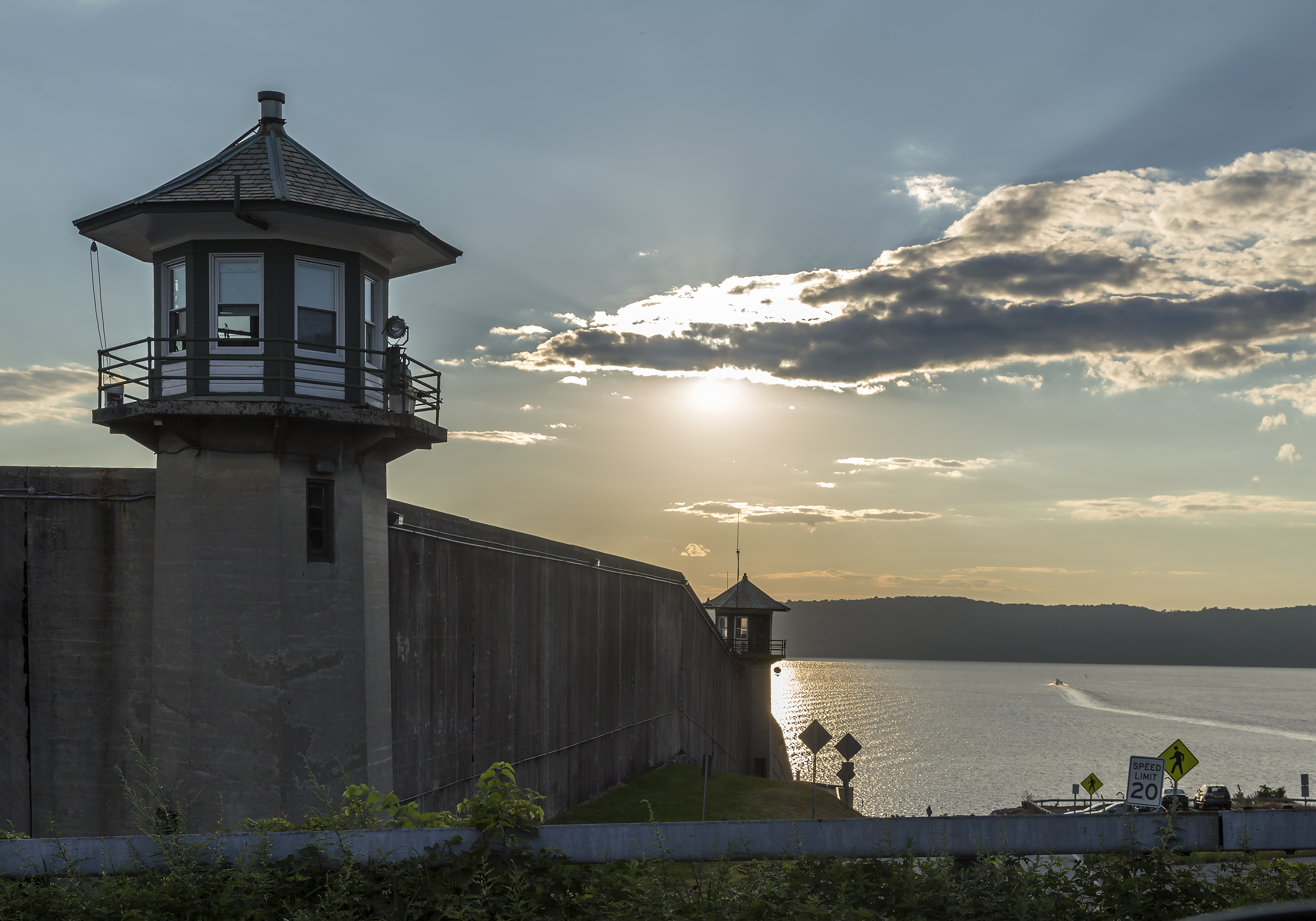
Einige Insassen der Sing Sing Correctional Facility betätigen sich bei „Rehabilitation Through the Arts“

Nach einer Vorstellung von Ein Sommernachtstraum muss John „Divine G“ Whitfield wieder zurück in das Sing-Sing-Gefängnis. Er ist Teilnehmer des neuen Theaterprogramms „Rehabilitation Through the Arts“. Wegen Mordes sitzt Whitfield dort eine mindestens 25-jährige Gefängnisstrafe ab. Einen Großteil seiner Zeit hat er dem Studium von Straftaten gewidmet und sucht nach Lösungen, die eine vorzeitige Entlassung von ihm und seinen Mitinsassen bewirken könnten.
Als sich Clarence „Divine Eye“ Maclin in dem Theaterprogramm anmeldet, sind die anderen Teilnehmer erst skeptisch, hat er sich doch zuvor im Gefängnis als äußerst temperamentvoll und wenig umgänglich erwiesen. Divine G will ihm dennoch eine Chance geben, auch als der Neuling vorschlägt, statt eines weiteren dramatischen Stoffes eine Komödie auf die Bühne zu bringen und somit sein jüngstes in Arbeit befindliches Stück über den Haufen wirft. So schreibt ihr externer Regisseur Brent Buell das Stück Breakin‘ the Mummy’s Code, eine Zeitreise-Farce, die Elemente der ägyptischen Mythologie, der Legende um Robin Hood, dem Film Nightmare on Elm Street und Hamlet aufweist. Maclin bekommt die Rolle des Prinzen von Dänemark, die einzige dramatische des Stücks, zugewiesen, derer Divine G sich eigentlich schon sicher war.

## Theater als Rehabilitationsmöglichkeit in Gefängnissen
Das im Film gezeigte Programm „Rehabilitation Through the Arts“ wurde 1996 von Katherine Vockins im Sing Sing Correctional Facility gegründet. Die Idee wurde später von einer Reihe weiterer Justizvollzugsanstalten im Bundesstaat New York übernommen. Das Ziel der Theaterprogramme ist es, Gefängnisse von innen heraus zu verändern und damit auch die Inhaftierten.
Programme dieser Art waren bereits zuvor Gegenstand von Filmen. Zeina Daccaches Dokumentarfilm 12 Angry Lebanese aus dem Jahr 2009 zeigte eine Inszenierung von Twelve Angry Men im berüchtigten Roumieh-Gefängnis in Beirut im Rahmen des von ihr ins Leben gerufenen Rehabilitationsprogramms. In Davide Ferrarios Musical Freedom ging es um ein Passionsspiel, das von Häftlingen in Turin aufgeführt wurde. Die Brüder Paolo und Vittorio Taviani stellten 2012 ihren Film Cäsar muss sterben vor, der im Hochsicherheitstrakt der Strafanstalt Rebibbia in Rom spielt.

## Produktion

### Regie und Drehbuch
Regie führte Greg Kwedar, der gemeinsam mit Clint Bentley und Brent Buell auch das Drehbuch schrieb. Es handelt sich bei Sing Sing um Kwedars zweite Regiearbeit nach Transpecos – Zwischen Gut und Böse herrscht ein schmaler Grat aus dem Jahr 2016. Mit Bentley arbeitete er bereits für dessen Filmdrama Jockey von 2021 zusammen, für das er das Drehbuch schrieb. Buell engagierte sich selbst einst in der Sing Sing Correctional Facility und führte dort unter anderem bei den Stücken Stratford's Decision und Breakin' the Mummy's Code Regie. Vieles von der im Film erzählten Geschichte ist auch in dieser Hinsicht autobiografisch. Auf John „Divine G“ Whitfields Geschichte wurde Kwedar durch einen Artikel in dem Männermagazin Esquire mit dem Titel The Sing Sing Follies von John H. Richardson aus dem Jahr 2005 aufmerksam. Er verbüßte in der Sing Sing Correctional Facility eine jahrelange Haftstrafe.

### Besetzung, Rollen und Synchronisation
Colman Domingo, bekannt aus Hauptrollen in Filmen wie The God Committee, Ma Rainey’s Black Bottom und Rustin, spielt in der Hauptrolle John „Divine G“ Whitfield. In weiteren Hauptrollen sind Paul Raci als RTA-Regisseur Brent Buell, Sean San Jose, Jon-Adrian „J.J.“ Velazquez, David J. Giraudy, Sean „Dino“ Johnson, Sean „Divine Eye“ Johnson und Clarence „Divine Eye“ Maclin zu sehen. Der echte John „Divine G“ Whitfield hat im Film einen Cameo-Auftritt als Fan seiner selbst, der von Domingo in dieser Rolle seinen Roman  Money Grip signieren lässt. Whitfield ist Romanautor, Drehbuchautor, Dramatiker und Mitgründer von „Rehabilitation Through the Arts“, erhielt 2008 für eines seiner Theaterstücke den Tacenda Literary Award und wurde von PEN viermal ausgezeichnet. Jon-Adrian Velazquez, der im Film in der Rolle von Blaze zu sehen ist, wurde zu einer 25-jährigen Haftstrafe im Sing-Sing-Gefängnis verurteilt. Heute betätigt er sich als Aktivist und setzt sich für eine Reform des Strafrechts ein.
Stephan Schwartz leiht in der deutschen Fassung Raci in der Rolle von Brent Buell seine Stimme und Torben Liebrecht Domingo in der Rolle von John „Divine G“ Whitfield.

### Filmmusik und Soundtrack-Album
Die Filmmusik komponierte Bryce Dessner, der zuvor für Filme wie  Come on, Come on, Bardo, die erfundene Chronik einer Handvoll Wahrheiten, She Came to Me, A Good Person und Die Witwe Clicquot tätig war. Das Soundtrack-Album mit insgesamt 17 Musikstücken wurde im Juli 2024 zum US-Kinostart von A24 Music als Download veröffentlicht. Im August 2024 wurde das Soundtrack-Album zudem auf Vinyl veröffentlicht, zeitgleich mit dem Song Like a Bird, geschrieben von Brandon Marcel und gesungen von Adrian Quesada und Abraham Alexander. Quesada ist Gitarrist bei der von ihm gemeinsam mit dem Sänger Eric Burton gegründeten Band Black Pumas. Anfang Januar 2025 veröffentlichte A24 Music das Stück Perfect Place in einer Klavierversion.

### Marketing und Veröffentlichung
Die Weltpremiere des Films fand am 10. September 2023 beim Toronto International Film Festival statt. Ab 8. März 2024 wurde der Film beim South by Southwest Film Festival gezeigt. Kurz zuvor wurde der erste Trailer vorgestellt. Anfang April 2024 wurde Sing Sing beim Miami Film Festival vorgestellt. Ende April 2024 wurde der Film beim San Francisco International Film Festival gezeigt. Anfang Mai 2024 wurde er als Abschlussfilm des Atlanta Film Festivals gezeigt. Ebenfalls Anfang Mai 2024 wurde er beim Chicago Critics Film Festival und beim Seattle International Film Festival vorgestellt. Den Vertrieb in den nordamerikanischen Kinos übernahm A24. Am 12. Juli 2024 kam der Film in die US-Kinos. Dort erhielt der Film von der MPAA ein R-Rating, was einer Freigabe ab 17 Jahren entspricht. Im August 2024 wurde Sing Sing beim Edinburgh Film Festival und beim Melbourne International Film Festival gezeigt. Im September 2024 wurde der Film beim Festival des amerikanischen Films in Deauville vorgestellt. Im Oktober 2024 wurde er beim Heartland International Film Festival und beim Savannah Film Festival gezeigt. Der Kinostart in Deutschland ist am 27. Februar 2025 geplant.

## Rezeption

### Kritiken und Filmgenre
Von den bei Rotten Tomatoes aufgeführten Kritiken sind 98 Prozent positiv bei einer durchschnittlichen Bewertung mit 8,7 von 10 möglichen Punkten. Bei Metacritic erhielt der Film einen Metascore von 84 von 100 möglichen Punkten.
Valerie Complex schreibt in ihrer Kritik für deadline.com, Sing Sing sei mehr als nur ein Film über das Leben im Gefängnis, er sei eine Ode an die Liebe zur Schauspielerei und eine Liebeserklärung an die transformative Kraft der darstellenden Künste, hier durch das RTA-Programm. Greg Kwedar sorge dafür, dass der Zuschauer nie die übergreifende Realität aus den Augen verliert. Der Film unterstreiche auf subtile, aber kraftvolle Weise die Idee, dass die Bühne zwar eine kurze Atempause bietet, die Grenzen des Gefängnisses jedoch allgegenwärtig sind. Die Besetzung verleihe der Erzählung rohe Emotionen und Authentizität, allen voran Colman Domingo und Paul Raci. Der Film lasse sein Publikum mit einem nachhallenden Gedanken zurück: dass hinter jeder Gefängnisnummer ein Mensch steckt, der sich nach Akzeptanz, Verständnis und einer Chance sehnt, seine Geschichte neu zu schreiben.
Gaby Sikorski, Filmkorrespondentin der Gilde deutscher Filmkunsttheater, schreibt, es wäre für Regisseur Greg Kwedar ein Leichtes gewesen, die bekannten Mainstream-Klischees des Knast- und Showbusiness-Films über die Konkurrenz zweier Schauspieler zu bedienen und ein ranschmeißerisches Feelgood-Movie zu drehen. Kwedar jedoch habe genau das Gegenteil getan. Die Szenen, in denen die Schauspieler proben, sich selbst und ihre Rollen erforschen und versuchen, ihr Stück und die Welt zu verstehen, seien lang, aber niemals langweilig. Sikorski zitiert einen Satz während der Proben, der das Thema des Films auf den Punkt bringe: „Wir sind hier, um wieder menschlich zu werden.“ Man halte als Zuschauer bei diesem Satz unwillkürlich den Atem an, doch er beinhalte auch eine einfache, fundamentale Wahrheit über die darstellenden Künste, das Theater und den Film. Mit jeder der 104 kurzweiligen Minuten, die dieser Film dauert, wachse die Zuneigung zu den Personen und zum Film insgesamt. Sing Sing erzähle nicht nur ganz wunderbar die Geschichte einer auf leisen Sohlen daherkommenden Männerfreundschaft, sondern bringe das Publikum auf selbstverständliche Weise dazu, selbst zu reflektieren, und sei so beinahe so etwas wie ein kleines Wunder.
Christoph Reiser schreibt in seiner Kritik für outnow.ch, Sing Sing lebe nicht von Spannung, sondern von vielen leisen, berührenden Szenen und sei kein klassisches Gefängnisdrama mit dramatischen Wendungen und gewalttätigen Konflikten. So verzichte der Film auf in Gefängnisfilmen übliche Zwists bei der Essensausgabe, geschweige denn auf gewalttätige Auseinandersetzungen. Der Film konzentriere sich stattdessen auf die einzelnen Charaktere und deren Arbeit auf der Theaterbühne, die für sie wortwörtlich „die Welt“ bedeuten.

### Einsatz im Unterricht
Das Onlineportal kinofenster.de empfiehlt den Film ab der 7. Klasse für die Unterrichtsfächer Darstellendes Spiel, Deutsch, Psychologie, Ethik und Politik/Wirtschaft, weil Sing Sing den Wert künstlerischer Arbeit für die Persönlichkeitsentwicklung eindringlich vor Augen führt. Dort schreibt Eva-Maria Schneider-Reuter, der Film übertrage die zutiefst humanistische Botschaft des RTA-Programms auf die Leinwand: „Wenn es an einem toxischen Ort wie Sing Sing möglich ist, durch Kunst zu einem reiferen Menschen zu werden – dann gilt das außerhalb des Gefängnisses erst recht.“

### Auszeichnungen
Im Rahmen der Oscarverleihung 2025 wurde Dessners Arbeit in eine Shortlist der Kategorie Beste Filmmusik aufgenommen, zudem Like a Bird in eine Shortlist der Kategorie Bester Song. Im Folgenden eine Auswahl von Auszeichnungen und Nominierungen.
AACTA International Awards 2025
- Nominierung als Bester Hauptdarsteller (Colman Domingo)[40]

African-American Film Critics Association Awards 2024
- Auszeichnung für das Beste Drehbuch (Clint Bentley und Greg Kwedar)
- Auszeichnung als Bester Schauspieler (Colman Domingo)
- Auszeichnung als Bester Nebendarsteller (Clarence Maclin)
- Aufnahme in die Top 10 Films of the Year[41][42]

AFI Awards 2024
- Aufnahme in die 10 Filme des Jahres[43]

Black Reel Awards 2025
- Nominierung als Bester Film (Clint Bentley, Greg Kwedar und Monique Walton)
- Nominierung für die Beste Hauptrolle (Colman Domingo)
- Nominierung für die Beste Nebenrolle (Clarence Maclin)
- Auszeichnung als Bester Nachwuchsschauspieler (Clarence Maclin)
- Nominierung als Bestes Ensemble
- Nominierung als Bester Song (Like a Bird, Adrian Quesada, Abraham Alexander und Brandon Marcel)[44][45]

British Academy Film Awards 2025
- Nominierung für das Beste adaptierte Drehbuch (Clint Bentley, Greg Kwedar, Clarence ‘Divine Eye’ Maclin und John ‘Divine G’ Whitfield)
- Nominierung als Bester Hauptdarsteller (Colman Domingo)
- Nominierung als Bester Nebendarsteller (Clarence Maclin)[46]

Cinema Eye Honors Awards 2024
- Nominierung für den Publikumspreis in der Sektion Heterodox[47]

Critics’ Choice Movie Awards 2025
- Nominierung als Bester Film
- Nominierung für das Beste adaptierte Drehbuch (Greg Kwedar und Clint Bentley)
- Nominierung als Bester Hauptdarsteller (Colman Domingo)
- Nominierung als Bester Nebendarsteller (Clarence Maclin)
- Nominierung als Bestes Schauspielensemble[48]

Festival des amerikanischen Films Deauville 2024
- Nominierung im Wettbewerb[30]

Golden Globe Awards 2025
- Nominierung als Bester Hauptdarsteller – Drama (Colman Domingo)

Gotham Awards 2024
- Auszeichnung mit dem Darstellerpreis (Colman Domingo)
- Auszeichnung für die Beste Nebenrolle (Clarence Maclin)[49]

Hamptons International Film Festival 2024
- Auszeichnung mit dem Breakthrough Performer Award (Clarence Maclin)[50]

Heartland International Film Festival 2024
- Auszeichnung mit dem Pioneering Spirit Award (Greg Kwedar)[31]

Independent Spirit Awards 2025
- Nominierung als Bester Film (Clint Bentley, Greg Kwedar und Monique Walton)
- Nominierung für die Beste Hauptrolle (Colman Domingo)
- Nominierung für die Beste Nebenrolle (Clarence “Divine Eye” Maclin)[51]

Miami Film Festival 2024
- Nominierung für den MARIMBAS Award[20]

Middleburg Film Festival 2024
- Auszeichnung mit dem Impact Award (Colman Domingo und Clarence Maclin)[52]

NAACP Image Awards 2025
- Nominierung als Bester Independent-Film
- Nominierung als Bester Hauptdarsteller (Colman Domingo)
- Nominierung als Bester Nachwuchs – Film (Clarence Maclin)[53]

National Society of Film Critics Awards 2025
- Auszeichnung als Bester Hauptdarsteller (Colman Domingo)[54]

National Board of Review Awards 2024
- Auszeichnung für das Beste adaptierte Drehbuch (Clint Bentley und Greg Kwedar)
- Aufnahme in die Top 10[55]

Online Film Critics Society Awards 2025
- Nominierung für das Beste adaptierte Drehbuch
- Nominierung als Bester Hauptdarsteller (Colman Domingo)
- Nominierung als Bester Nebendarsteller (Clarence Maclin)[56]

Oscarverleihung 2025
- Nominierung für das Beste adaptierte Drehbuch (Clint Bentley, Greg Kwedar, Clarence Maclin und John „Divine G“ Whitfield)
- Nominierung als Bester Hauptdarsteller (Colman Domingo)
- Nominierung als Bester Filmsong (Like a Bird, Adrian Quesada und Abraham Alexander)

Palm Springs International Film Festival 2025
- Auszeichnung mit dem Spotlight Award, Actor (Colman Domingo)[57]

Satellite Awards 2025
- Nominierung als Bester Film
- Nominierung für die Beste Regie (Greg Kwedar)
- Auszeichnung als Bester Hauptdarsteller (Colman Domingo)
- Nominierung als Bester Nebendarsteller (Clarence Maclin)
- Nominierung für das Beste adaptierte Drehbuch (Clint Bentley, Greg Kwedar, Clarence Maclin und John Whitfield)[58][59]

Savannah Film Festival 2024
- Auszeichnung mit dem Spotlight Award (Colman Domingo)[60]

Seattle International Film Festival 2024
- Auszeichnung als Bester Film mit dem Golden Space Needle Award[61]

Screen Actors Guild Awards 2025
- Nominierung als Bester Hauptdarsteller (Colman Domingo)[62]

South by Southwest Film Festival 2024
- Auszeichnung mit dem Publikumspreis[63]

USC Libraries Scripter Awards 2025
- Nominierung für das Beste adaptierte Drehbuch (Clint Bentley, Greg Kwedar, Clarence Maclin und John “Divine G” Whitfield)[64]